# قطعنامه ۲۰۱۹ شورای امنیت
قطعنامه ۲۰۱۹ شورای امنیت سازمان ملل متحد که در تاریخ ۱۶ نوامبر ۲۰۱۱ تصویب شد، سندی بین‌المللی دربارهٔ بررسی وضعیت در بوسنی و هرزگوین است. این قطعنامه طی نشست ۶۶۶۱ام با ۰ رای موافق، ۰ مخالف و ۰ ممتنع تصویب شد.